# Sukhothai Football Club
Maillots
Actualités
Le Sukhothai Football Club (en thaï : สโมสรฟุตบอลจังหวัดสุโขทัย), plus couramment abrégé en Sukhothai FC, est un club thaïlandais de football fondé en 2009 et basé dans la ville de Sukhothaï.

## Histoire
Fondé en 2009, le Sukhothai Football Clubs débute en Ligue Régionale Nord, le troisième niveau des championnats en Thaïlande. Il obtient deux promotions en deux saisons : la première à l'issue de la saison 2014 où il parvient à accéder en Division 1 et la seconde l'année suivante où sa 3e place lui offre une place en Premier League.
Sa première saison parmi l'élite est assez bonne puisque le club termine à la septième place du classement. C'est également en 2016 que Sukhothai remporte son premier trophée national, d'une façon assez particulière. En effet, le décès du roi de Thaïlande, Rama IX, entraîne l'arrêt de toutes les compétitions en cours. Engagé en Coupe de Thaïlande dont il devait disputer la demi-finale, le club partage le trophée avec les trois autres équipes encore en lice. Sukhothai est par la suite désigné par tirage au sort pour participer à la Ligue des champions de l'AFC, à la place normalement réservée au vainqueur de la Coupe de Thaïlande. Il entre en lice lors du deuxième tour préliminaire où le tirage au sort lui offre un adversaire de choix, le club indien de Bengaluru FC, finaliste de la dernière Coupe de l'AFC, Sukhothai ayant néanmoins l'avantage de jouer à domicile.
La conséquence directe de cette première apparition continentale dans l'histoire du club est l'arrivée dans le staff du technicien anglais Jason Withe, pour épauler l'entraîneur actuel, Somchai Makmul, ceci pour se conformer aux règlements de l'AFC et pouvoir engager le club en Ligue des champions.
Dans l'effectif du club, on trouve plusieurs joueurs internationaux étrangers, comme le Jamaïcain Errol Stevens, le Malgache Baggio Rakotomenjanahary ou le Kirghiz Anton Zemlianukhin mais aussi le défenseur japonais Hiromichi Katano, l'attaquant ivoirien Bireme Diouf et le Brésilien Alex Rafael.

## Palmarès
| Compétitions nationales                                                                                               |
| --- |
| - Coupe de Thaïlande (1) : - Vainqueur : 2016 (titre partagé). - Championnat de Thaïlande D3 (1) : - Champion : 2014. |

## Personnalités du club

### Présidents du club
- Somsak Thepsutin

### Entraîneurs du club
- Chusak Sriphum 2009–2014
- Somchai Makmool 2015
- Somchai Chuayboonchum 2015–2016
- Somchai Makmool 2016–2017
- Pairoj Borwonwatanadilok 2017–2018
- Yannawit Khantharat 2018
- Chalermwoot Sa-ngapol 2018
- Ljubomir Ristovski 2019
- Pairoj Borwonwatanadilok 2019
- Surapong Kongthep 2020–2021
- Sugao Kambe 2023–2024

## Infrastructures

### Stades
Le stade IPE, situé à Sukhothaï, accueille les matchs du club de 2009 à 2013. Sa capacité est de 4 500 spectateurs. Depuis la saison 2014, le club évolue dans le stade Thung Thalay Luang d'une capacité de 9 500 spectateurs à Sukhothaï.